# Операція «Гліммер»
Операція «Гліммер» (англ. Operation Glimmer) — кодова назва спеціальної дезінформаційної операції, проведеної союзниками під час вторгнення в Нормандію. Водночас з операцією «Таксабл» мала за мету відволікти увагу командування Вермахту стосовно дійсного напрямку зосередження основних сил під час вторгнення союзних військ в Нормандію. 
Головні завдання операції покладалися на спеціальні підрозділи Королівських ВПС та ВМС, які імітували висадку морського десанту на узбережжя Франції в районі Па-де-Кале.